# Dietrich von Orgue
Dietrich von Orgue (frz. Thierry d'Orgue oder Their d'Orguenes, lat. Theodoricus de Orca, * vor 1174; † um 1207) war durch Ehe Herr von Arsuf im Königreich Jerusalem.
Dietrich war ein vermutlich französischer Ritter, der mit dem Dritten Kreuzzug um 1190 ins Heilige Land kam. Seine Herkunft ist nicht überliefert.
Er stand dem Grafen Heinrich II. von Champagne nahe, der 1192 zum König von Jerusalem aufstieg. Dieser vermittelte ihm die Ehe mit Melisende, der Erbin der Herrschaft Arsuf.
Mit Melisende hatte er sieben Töchter, die alle vor ihm starben. So war er ohne Erben, als er um 1207 starb. Seine Witwe heiratete nach seinem Tod Johann von Ibelin, den „alten Herren von Beirut“.